# Tautocerus dworakowskae
Tautocerus dworakowskae är en insektsart som beskrevs av Anufriev 1971. Tautocerus dworakowskae ingår i släktet Tautocerus och familjen dvärgstritar. Inga underarter finns listade i Catalogue of Life.